# Магдебург (футбольний клуб)
«Магдебу́рг» (нім. «1. FC Magdeburg») — німецький футбольний клуб з Магдебурга. Заснований 22 грудня 1965 року.

## Історія
19 січня 2025 року нідерландський нападник клубу Мартейн Карс відзначився хет-триком у переможному виїзному матчі 5–2 Другої Бундесліги проти клубу «Ельферсберг». 1 лютого також у виізній грі проти «Шальке 04» Мартейн відзначився покером в переможній грі 5–2.

## Досягнення
Оберліга НДР:
- Чемпіон (3): 1972, 1974, 1975

Кубок НДР:
- Володар (7): 1964, 1965, 1969, 1973, 1977/78, 1978/79, 1982/83

Кубка володарів кубків:
- Володар (1): 1973/74

Кубок УЄФА:
- Чвертьфіналіст (2): 1976/77, 1977/78

## Виступи в єврокубках
| Сезон   | Змагання                     | Раунд | Країна                                         | Клуб                   | Результат         |
| ------- | ---------------------------- | ----- | ---------------------------------------------- | ---------------------- | ----------------- |
| 1964–65 | Кубок володарів кубків       | 1Р    | Туреччина                                      | Галатасарай            | 1–1, 1–1, 1–1 (М) |
| 1965–66 | Кубок володарів кубків       | КР    | Люксембург                                     | Спора                  | 1–0, 2–0          |
|         |                              | 1/8   | Швейцарія                                      | Сьйон                  | 8–1, 2–2          |
|         |                              | 1/4   | Англія                                         | Вест Гем Юнайтед       | 0–1, 1–1          |
| 1969–70 | Кубок володарів кубків       | 1Р    | Угорщина                                       | МТК                    | 1–0, 1–1          |
|         |                              | 1/8   | Португалія                                     | Академіка Коїмбра      | 1–0, 0–2          |
| 1972–73 | Кубок Європейських чемпіонів | 1Р    | Фінляндія                                      | ТПС                    | 6–0, 3–1          |
|         |                              | 1/8   | Італія                                         | Ювентус                | 0–1, 0–1          |
| 1973–74 | Кубок володарів кубків       | 1Р    | Нідерланди                                     | НАК Бреда              | 0–0, 2–0          |
|         |                              | 1/8   | Чехія                                          | Банік Острава          | 0–2, 3–0          |
|         |                              | 1/4   | Болгарія                                       | Берое                  | 2–0, 1–1          |
|         |                              | 1/2   | Португалія                                     | Спортінг               | 1–1, 2–1          |
|         |                              | Фінал | Італія                                         | Мілан                  | 2–0               |
| 1974–75 | Кубок Європейських чемпіонів | 1/8   | Німеччина                                      | Баварія                | 2–3, 1–2          |
| 1975–76 | Кубок Європейських чемпіонів | 1Р    | Швеція                                         | Мальме                 | 1–2, 2–1 (1–2 п.) |
| 1976–77 | Кубок УЄФА                   | 1Р    | Італія                                         | Чезена                 | 3–0, 1–3          |
|         |                              | 2Р    | Соціалістична Федеративна Республіка Югославія | Динамо Загреб          | 2–0, 2–2          |
|         |                              | 1/8   | Угорщина                                       | Відеотон               | 5–0, 0–1          |
|         |                              | 1/4   | Італія                                         | Ювентус                | 1–3, 0–1          |
| 1977–78 | Кубок УЄФА                   | 1Р    | Польща                                         | Одра Ополе             | 2–1, 1–1          |
|         |                              | 2Р    | Німеччина                                      | Шальке 04              | 4–2, 3–1          |
|         |                              | 1/8   | Франція                                        | Ланс                   | 4–0, 0–2          |
|         |                              | 1/4   | Нідерланди                                     | ПСВ                    | 1–0, 2–4          |
| 1978–79 | Кубок володарів кубків       | 1Р    | Ісландія                                       | Валюр                  | 1–1, 4–0          |
|         |                              | 1/8   | Угорщина                                       | Ференцварош            | 1–0, 1–2          |
|         |                              | 1/4   | Чехословаччина                                 | Банік Острава          | 2–1, 2–4          |
| 1979–80 | Кубок володарів кубків       | 1Р    | Уельс                                          | Рексем                 | 2–3, 5–2          |
|         |                              | 1/8   | Англія                                         | Арсенал                | 1–2, 2–2          |
| 1980–81 | Кубок УЄФА                   | 1Р    | Норвегія                                       | Мосс                   | 2–1, 3–2          |
|         |                              | 2Р    | Італія                                         | Торіно                 | 1–3, 1–0          |
| 1981–82 | Кубок УЄФА                   | 1Р    | Німеччина                                      | Боруссія Менхенгладбах | 3–1, 0–2          |
| 1983–84 | Кубок володарів кубків       | КР    | Уельс                                          | Суонсі Сіті            | 1–1, 1–0          |
|         |                              | 1Р    | Іспанія                                        | Барселона              | 1–5, 0–2          |
| 1986–87 | Кубок УЄФА                   | 1Р    | Іспанія                                        | Атлетік Більбао        | 0–2, 1–0          |
| 1990–91 | Кубок УЄФА                   | 1Р    | Фінляндія                                      | РоПС                   | 0–0, 1–0          |
|         |                              | 2Р    | Франція                                        | Бордо                  | 0–1, 0–1          |